# Mehdi Savalli
Pour les articles homonymes, voir Savalli et Mehdi.
 (février 2019).
Si vous disposez d'ouvrages ou d'articles de référence ou si vous connaissez des sites web de qualité traitant du thème abordé ici, merci de compléter l'article en donnant les références utiles à sa vérifiabilité et en les liant à la section « Notes et références ».
Mehdi Savalli, né le 1er novembre 1985 à Arles (Bouches-du-Rhône), est un matador français.

## Biographie
Né à Arles d’un père sicilien et d’une mère marocaine, Mehdi grandit dans le quartier de Barriol dont est originaire un autre arlésien bien connu : Djibril Cissé. Élève de l’école taurine d’Arles, il a remporté de nombreux succès en novilladas piquées grâce à sa joie de toréer, notamment au premier tercio où il pratique volontiers les passes a porta gayola et au deuxième tercio où il pose souvent les banderilles al violín. Après son alternative à Arles, il est l’un des plus sûrs espoirs de la tauromachie française.

## Carrière
- Débuts en novillada sans picadors: 4 mai 2003 à Arles, avec Alejandro Talavante et Daniel Morales. Becerros de Carmen Lorenzo.
- Débuts en novillada avec picadors : 26 mars 2005 à Arles, avec Sergio Serrano et Perez Mota. Novillos de Los Bayones. 1 oreille.
- Alternative : 8 septembre 2006 à Arles ; parrain César Rincón, témoin « Juan Bautista » ; taureau « Voladero » n° 58, noir, 480 kg, de la ganadería de Don Antonio Bañuelos. Oreille - oreille.

Apoderado actuel : aucun
- 2016: 3 corridas dont 4 oreilles
- 2015: 5 corridas dont 1 oreille
- 2014: 3 corridas dont 4 oreilles
- 2012: 6 corridas
- 2011: 7 corridas dont 6 oreilles
- 2010: 11 corridas dont 9 oreilles
- 2009: 12 corridas dont 13 oreilles et 1 queue
- 2008 : 4 corridas dont 5 oreilles
- 2007 : 13 corridas dont 11 oreilles
- 2006 : 3 corridas dont 5 oreilles et 37 novilladas dont 43 oreilles et une queue